# Nationalliga A w piłce siatkowej mężczyzn (2022/2023)
Nationalliga A w piłce siatkowej mężczyzn 2022/2023 − 67. sezon mistrzostw Szwajcarii w piłce siatkowej zorganizowany przez Swiss Volley. Zainaugurowany został 1 października 2022 roku i trwał do 23 kwietnia 2023 roku.
W Nationalliga A w sezonie 2022/2023 uczestniczyło 7 drużyn. Rozgrywki składały się z fazy zasadniczej, fazy play-off oraz meczów o miejsca 5-7. Faza play-off obejmowała półfinały, mecze o 3. miejsce i finały.
Po raz pierwszy mistrzem Szwajcarii został klub Volley Schönenwerd, który w finałach fazy play-off pokonał Lindaren Volley Amriswil. Trzecie miejsce zajął Volley Näfels.

## System rozgrywek
Nationalliga A w sezonie 2022/2023 składała się z fazy zasadniczej, fazy play-off oraz meczów o miejsca 5-7.

### Faza zasadnicza
W fazie zasadniczej 7 drużyn rozegrało ze sobą po trzy spotkania. Cztery najlepsze zespoły awansowały do półfinałów fazy play-off, natomiast pozostałe rywalizowały o miejsca 5-8.

### Faza play-off
Faza play-off składała się z półfinałów, meczów o 3. miejsce i finałów.
Pary półfinałowe powstały na podstawie miejsc zajętych przez poszczególne drużyny w fazie zasadniczej według klucza: 1-4; 2-3. Zwycięzcy w parach półfinałowych walczyli w finałach fazy play-off o mistrzostwo Szwajcarii, natomiast przegrani grali o 3. miejsce.
Rywalizacja w półfinałach i finałach toczyła się do trzech zwycięstw ze zmianą gospodarza po każdym meczu. Gospodarzem pierwszego spotkania była drużyna, która w fazie zasadniczej zajęła wyższe miejsce.
O 3. miejsce zespoły grały do dwóch zwycięstw ze zmianą gospodarza po każdym meczu. Gospodarzem pierwszego spotkania była drużyna, która w fazie zasadniczej zajęła wyższe miejsce.

### Mecze o miejsca 5-7
Drużyny, które w fazie zasadniczej zajęły miejsca 5-7, rozgrywały między sobą po dwa mecze systemem kołowym (mecz u siebie i rewanż na wyjeździe). Po rozegraniu wszystkich spotkań zostały sklasyfikowane na miejscach 5-7 na podstawie miejsca w tabeli. Do tabeli nie były wliczane wyniki meczów rozegranych w fazie zasadniczej.

## Drużyny uczestniczące
| | Nationalliga A 2022/2023  |   |        |
| --- | ------------------------- | - | ------ |
| AMR | Lindaren Volley Amriswil  | 1 | el. LM |
| CHÊ | Chênois Genève Volleyball | 2 | CEV    |
| SCH | Volley Schönenwerd        | 3 | CEV    |
| LAU | Lausanne UC               | 4 | Ch     |
| NÄF | Volley Näfels             | 5 | Ch     |
| JON | TSV Jona Volleyball       | 6 |        |
| LUZ | Concordia Volley Luzern   | 7 |        |
| Oznaczenia: - kolumna pierwsza – skróty nazw drużyn wpisane na mapie, - kolumna trzecia – miejsce zajęte przez daną drużynę w poprzednim sezonie. Źródło: |                           |   |        |

## Faza zasadnicza

### Tabela wyników
| Gospodarz \ Gość1         | AMR | CHÊ | SCH | LAU | NÄF | JON | LUZ |
| ------------------------- | --- | --- | --- | --- | --- | --- | --- |
| Lindaren Volley Amriswil  | -   | 2:3 | 2:3 | 3:2 | 3:1 | 3:0 | 1:3 |
| Chênois Genève Volleyball | 3:1 | -   | 3:0 | 3:1 | 2:3 | 3:1 | 3:0 |
| Volley Schönenwerd        | 0:3 | 3:0 | -   | 3:2 | 2:3 | 3:1 | 2:3 |
| Lausanne UC               | 2:3 | 0:3 | 2:3 | -   | 3:2 | 0:3 | 2:3 |
| Volley Näfels             | 3:0 | 0:3 | 3:1 | 3:0 | -   | 3:0 | 3:0 |
| TSV Jona Volleyball       | 1:3 | 2:3 | 0:3 | 0:3 | 0:3 | -   | 1:3 |
| Concordia Volley Luzern   | 3:2 | 3:2 | 2:3 | 1:3 | 0:3 | 3:1 | -   |

| Gospodarz \ Gość1         | AMR | CHÊ | SCH | LAU | NÄF | JON | LUZ |
| ------------------------- | --- | --- | --- | --- | --- | --- | --- |
| Lindaren Volley Amriswil  | -   | -   | 2:3 | 3:0 | -   | 3:0 | -   |
| Chênois Genève Volleyball | 3:0 | -   | -   | -   | 3:0 | -   | 3:0 |
| Volley Schönenwerd        | -   | 3:2 | -   | -   | -   | 3:0 | 3:0 |
| Lausanne UC               | -   | 3:2 | 3:2 | -   | 0:3 | -   | -   |
| Volley Näfels             | 3:2 | -   | 2:3 | -   | -   | 3:0 | -   |
| TSV Jona Volleyball       | -   | 0:3 | -   | 0:3 | -   | -   | 3:2 |
| Concordia Volley Luzern   | 3:1 | -   | -   | 1:3 | 0:3 | -   | -   |

Źródło: Swiss Volley (niem.)
1 Drużyna gospodarzy jest wymieniona po lewej stronie tabeli.
Kolory:
  zwycięstwo gospodarzy 3:0 lub 3:1
  zwycięstwo gospodarzy 3:2
  zwycięstwo gości 3:0 lub 3:1
  zwycięstwo gości 3:2

### Terminarz i wyniki spotkań
| Data        | Godz. | Gospodarz                 | Rezultat                                | Gość                      |
| ----------- | ----- | ------------------------- | --------------------------------------- | ------------------------- |
| 1. KOLEJKA  |       |                           |                                         |                           |
| 01.10.2022  | 17:00 | Volley Näfels             | 3:1 (25:15, 20:25, 25:18, 25:15)        | Volley Schönenwerd        |
| 01.10.2022  | 18:00 | TSV Jona Volleyball       | 2:3 (20:25, 25:20, 16:25, 25:22, 12:15) | Chênois Genève Volleyball |
| 01.10.2022  | 18:00 | Concordia Volley Luzern   | 3:2 (35:33, 19:25, 26:24, 25:27, 15:9)  | Lindaren Volley Amriswil  |
| 2. KOLEJKA  |       |                           |                                         |                           |
| 02.10.2022  | 17:30 | Lausanne UC               | 3:2 (25:21, 17:25, 18:25, 25:20, 17:15) | Volley Näfels             |
| 02.10.2022  | 16:00 | Lindaren Volley Amriswil  | 3:0 (25:21, 25:15, 25:18)               | TSV Jona Volleyball       |
| 02.10.2022  | 16:00 | Volley Schönenwerd        | 2:3 (26:28, 25:12, 25:18, 23:25, 13:15) | Concordia Volley Luzern   |
| 3. KOLEJKA  |       |                           |                                         |                           |
| 08.10.2022  | 17:00 | Lindaren Volley Amriswil  | 3:1 (22:25, 25:19, 25:22, 25:21)        | Volley Näfels             |
| 08.10.2022  | 17:30 | Lausanne UC               | 2:3 (25:18, 20:25, 25:19, 22:25, 13:15) | Concordia Volley Luzern   |
| 08.10.2022  | 17:30 | Volley Schönenwerd        | 3:0 (31:29, 25:18, 25:23)               | Chênois Genève Volleyball |
| 4. KOLEJKA  |       |                           |                                         |                           |
| 15.10.2022  | 18:00 | Chênois Genève Volleyball | 3:0 (25:21, 26:24, 25:23)               | Concordia Volley Luzern   |
| 15.10.2022  | 17:00 | Lindaren Volley Amriswil  | 2:3 (25:22, 17:25, 14:25, 25:23, 8:15)  | Volley Schönenwerd        |
| 15.10.2022  | 18:00 | TSV Jona Volleyball       | 0:3 (18:25, 18:25, 20:25)               | Lausanne UC               |
| 5. KOLEJKA  |       |                           |                                         |                           |
| 22.10.2022  | 17:00 | Volley Näfels             | 3:0 (29:27, 25:20, 25:16)               | TSV Jona Volleyball       |
| 22.10.2022  | 17:30 | Lausanne UC               | 2:3 (25:22, 23:25, 19:25, 25:22, 12:15) | Volley Schönenwerd        |
| 22.10.2022  | 18:00 | Chênois Genève Volleyball | 3:1 (25:20, 27:25, 22:25, 25:19)        | Lindaren Volley Amriswil  |
| 6. KOLEJKA  |       |                           |                                         |                           |
| 30.10.2022  | 17:00 | Concordia Volley Luzern   | 0:3 (22:25, 23:25, 17:25)               | Volley Näfels             |
| 29.10.2022  | 17:30 | Lausanne UC               | 0:3 (20:25, 23:25, 23:25)               | Chênois Genève Volleyball |
| 29.10.2022  | 17:30 | Volley Schönenwerd        | 3:1 (25:15, 17:25, 25:21, 25:15)        | TSV Jona Volleyball       |
| 7. KOLEJKA  |       |                           |                                         |                           |
| 05.11.2022  | 17:00 | Volley Näfels             | 0:3 (22:25, 23:25, 23:25)               | Chênois Genève Volleyball |
| 06.11.2022  | 18:00 | TSV Jona Volleyball       | 1:3 (24:26, 27:25, 18:25, 22:25)        | Concordia Volley Luzern   |
| 05.11.2022  | 17:00 | Lindaren Volley Amriswil  | 3:2 (20:25, 30:28, 23:25, 25:17, 15:12) | Lausanne UC               |
| 8. KOLEJKA  |       |                           |                                         |                           |
| 12.11.2022  | 17:30 | Volley Schönenwerd        | 2:3 (23:25, 25:20, 23:25, 25:20, 13:15) | Volley Näfels             |
| 12.11.2022  | 18:00 | Chênois Genève Volleyball | 3:1 (25:13, 25:20, 27:29, 25:20)        | TSV Jona Volleyball       |
| 12.11.2022  | 17:00 | Lindaren Volley Amriswil  | 1:3 (25:23, 17:25, 23:25, 22:25)        | Concordia Volley Luzern   |
| 9. KOLEJKA  |       |                           |                                         |                           |
| 19.11.2022  | 17:00 | Volley Näfels             | 3:0 (25:20, 25:18, 25:16)               | Lausanne UC               |
| 19.11.2022  | 18:00 | TSV Jona Volleyball       | 1:3 (25:18, 19:25, 22:25, 22:25)        | Lindaren Volley Amriswil  |
| 20.11.2022  | 18:00 | Concordia Volley Luzern   | 2:3 (25:20, 23:25, 25:22, 21:25, 12:15) | Volley Schönenwerd        |
| 10. KOLEJKA |       |                           |                                         |                           |
| 26.11.2022  | 17:00 | Volley Näfels             | 3:0 (25:22, 25:15, 25:17)               | Lindaren Volley Amriswil  |
| 26.11.2022  | 18:00 | Concordia Volley Luzern   | 1:3 (24:26, 25:27, 25:20, 24:26)        | Lausanne UC               |
| 26.11.2022  | 18:00 | Chênois Genève Volleyball | 3:0 (25:20, 26:24, 25:22)               | Volley Schönenwerd        |
| 11. KOLEJKA |       |                           |                                         |                           |
| 04.12.2022  | 17:00 | Concordia Volley Luzern   | 3:2 (15:25, 17:25, 27:25, 26:24, 15:13) | Chênois Genève Volleyball |
| 03.12.2022  | 17:30 | Volley Schönenwerd        | 0:3 (21:25, 20:25, 27:29)               | Lindaren Volley Amriswil  |
| 03.12.2022  | 18:00 | Lausanne UC               | 0:3 (23:25, 23:25, 15:25)               | TSV Jona Volleyball       |
| 12. KOLEJKA |       |                           |                                         |                           |
| 10.12.2022  | 18:00 | TSV Jona Volleyball       | 0:3 (24:26, 11:25, 19:25)               | Volley Näfels             |
| 10.12.2022  | 17:30 | Volley Schönenwerd        | 3:2 (25:20, 19:25, 20:25, 25:14, 15:13) | Lausanne UC               |
| 10.12.2022  | 17:00 | Lindaren Volley Amriswil  | 2:3 (17:25, 25:23, 12:25, 32:30, 10:15) | Chênois Genève Volleyball |
| 13. KOLEJKA |       |                           |                                         |                           |
| 17.12.2022  | 17:00 | Volley Näfels             | 3:0 (25:19, 25:23, 26:24)               | Concordia Volley Luzern   |
| 17.12.2022  | 18:00 | Chênois Genève Volleyball | 3:1 (25:20, 22:25, 25:18, 25:18)        | Lausanne UC               |
| 17.12.2022  | 18:00 | TSV Jona Volleyball       | 0:3 (15:25, 23:25, 21:25)               | Volley Schönenwerd        |
| 14. KOLEJKA |       |                           |                                         |                           |
| 07.01.2023  | 18:00 | Chênois Genève Volleyball | 2:3 (15:25, 18:25, 25:17, 25:22, 11:15) | Volley Näfels             |
| 08.01.2023  | 17:00 | Concordia Volley Luzern   | 3:1 (25:18, 22:25, 25:16, 25:17)        | TSV Jona Volleyball       |
| 07.01.2023  | 17:30 | Lausanne UC               | 2:3 (26:24, 19:25, 25:18, 19:25, 11:15) | Lindaren Volley Amriswil  |
| 15. KOLEJKA |       |                           |                                         |                           |
| 14.01.2023  | 17:00 | Volley Näfels             | 2:3 (22:25, 22:25, 25:23, 25:21, 12:15) | Volley Schönenwerd        |
| 14.01.2023  | 18:00 | TSV Jona Volleyball       | 0:3 (18:25, 12:25, 23:25)               | Chênois Genève Volleyball |
| 14.01.2023  | 18:00 | Concordia Volley Luzern   | 3:1 (25:23, 25:20, 17:25, 25:20)        | Lindaren Volley Amriswil  |
| 16. KOLEJKA |       |                           |                                         |                           |
| 21.01.2023  | 18:00 | Lausanne UC               | 0:3 (23:25, 16:25, 20:25)               | Volley Näfels             |
| 21.01.2023  | 17:00 | Lindaren Volley Amriswil  | 3:0 (25:21, 25:13, 25:18)               | TSV Jona Volleyball       |
| 21.01.2023  | 17:30 | Volley Schönenwerd        | 3:0 (25:13, 25:18, 25:20)               | Concordia Volley Luzern   |
| 17. KOLEJKA |       |                           |                                         |                           |
| 28.01.2023  | 17:00 | Volley Näfels             | 3:2 (19:25, 27:25, 25:18, 22:25, 15:12) | Lindaren Volley Amriswil  |
| 28.01.2023  | 18:00 | Concordia Volley Luzern   | 1:3 (25:23, 23:25, 23:25, 19:25)        | Lausanne UC               |
| 28.01.2023  | 17:30 | Volley Schönenwerd        | 3:2 (25:22, 17:25, 25:19, 22:25, 26:24) | Chênois Genève Volleyball |
| 18. KOLEJKA |       |                           |                                         |                           |
| 04.02.2023  | 18:00 | Chênois Genève Volleyball | 3:0 (25:23, 25:23, 26:24)               | Concordia Volley Luzern   |
| 04.02.2023  | 17:00 | Lindaren Volley Amriswil  | 2:3 (25:18, 25:21, 24:26, 24:26, 5:15)  | Volley Schönenwerd        |
| 04.02.2023  | 18:00 | TSV Jona Volleyball       | 0:3 (22:25, 21:25, 14:25)               | Lausanne UC               |
| 19. KOLEJKA |       |                           |                                         |                           |
| 11.02.2023  | 17:00 | Volley Näfels             | 3:0 (25:16, 25:19, 25:17)               | TSV Jona Volleyball       |
| 11.02.2023  | 17:30 | Lausanne UC               | 3:2 (23:25, 18:25, 25:22, 25:23, 16:14) | Volley Schönenwerd        |
| 11.02.2023  | 18:00 | Chênois Genève Volleyball | 3:0 (25:19, 25:16, 28:26)               | Lindaren Volley Amriswil  |
| 20. KOLEJKA |       |                           |                                         |                           |
| 19.02.2023  | 17:00 | Concordia Volley Luzern   | 0:3 (21:25, 21:25, 21:25)               | Volley Näfels             |
| 18.02.2023  | 17:30 | Lausanne UC               | 3:2 (25:14, 20:25, 21:25, 27:25, 15:10) | Chênois Genève Volleyball |
| 18.02.2023  | 17:30 | Volley Schönenwerd        | 3:0 (25:17, 25:17, 29:27)               | TSV Jona Volleyball       |
| 21. KOLEJKA |       |                           |                                         |                           |
| 25.02.2023  | 17:30 | Chênois Genève Volleyball | 3:0 (25:17, 25:18, 25:16)               | Volley Näfels             |
| 25.02.2023  | 17:30 | TSV Jona Volleyball       | 3:2 (25:18, 23:25, 25:23, 25:27, 15:13) | Concordia Volley Luzern   |
| 25.02.2023  | 17:30 | Lindaren Volley Amriswil  | 3:0 (25:20, 25:15, 26:24)               | Lausanne UC               |

### Tabela
| Lp. | Drużyna                   | Pkt | Mecze | Mecze | Mecze | Rodzaj wyniku | Rodzaj wyniku | Rodzaj wyniku | Rodzaj wyniku | Rodzaj wyniku | Rodzaj wyniku | Sety | Sety | Sety  | Małe punkty | Małe punkty | Małe punkty |
| Lp. | Drużyna                   | Pkt | M     | W     | P     | 3:0           | 3:1           | 3:2           | 2:3           | 1:3           | 0:3           | wyg. | prz. | stos. | zdob.       | str.        | stos.       |
| --- | ------------------------- | --- | ----- | ----- | ----- | ------------- | ------------- | ------------- | ------------- | ------------- | ------------- | ---- | ---- | ----- | ----------- | ----------- | ----------- |
| 1   | Chênois Genève Volleyball | 41  | 18    | 13    | 5     | 8             | 3             | 2             | 4             | 0             | 1             | 47   | 22   | 2.14  | 1619        | 1457        | 1.11        |
| 2   | Volley Näfels             | 38  | 18    | 13    | 5     | 9             | 1             | 3             | 2             | 1             | 2             | 44   | 22   | 2     | 1511        | 1366        | 1.11        |
| 3   | Volley Schönenwerd        | 32  | 18    | 12    | 6     | 4             | 1             | 7             | 3             | 1             | 2             | 43   | 33   | 1.3   | 1699        | 1597        | 1.06        |
| 4   | Lindaren Volley Amriswil  | 27  | 18    | 8     | 10    | 4             | 2             | 2             | 5             | 3             | 2             | 37   | 36   | 1.03  | 1605        | 1619        | 0.99        |
| 5   | Lausanne UC               | 23  | 18    | 7     | 11    | 2             | 2             | 3             | 5             | 1             | 5             | 32   | 41   | 0.78  | 1557        | 1623        | 0.96        |
| 6   | Concordia Volley Luzern   | 22  | 18    | 8     | 10    | 0             | 4             | 4             | 2             | 2             | 6             | 30   | 42   | 0.71  | 1588        | 1659        | 0.96        |
| 7   | TSV Jona Volleyball       | 6   | 18    | 2     | 16    | 1             | 0             | 1             | 1             | 5             | 10            | 13   | 50   | 0.26  | 1260        | 1518        | 0.83        |

Źródło: Swiss Volley (niem.)
Punktacja: 3:0 i 3:1 – 3 pkt; 3:2 – 2 pkt; 2:3 – 1 pkt; 1:3 i 0:3 – 0 pkt
Zasady ustalania kolejności: 1. liczba punktów; 2. liczba zwycięstw; 3. stosunek setów; 4. stosunek małych punktów; 5. bilans w bezpośrednich meczach
     Faza play-off
     Mecze o miejsca 5-7

## Faza play-off

### Drabinka
|  |           |                           |                           |                           |           |           |                    |   |   |                          |        |        |        |        |        |        |
|  | Półfinały | Półfinały                 | Półfinały                 | Półfinały                 | Półfinały | Półfinały | Półfinały          |   |   | Finały                   | Finały | Finały | Finały | Finały | Finały | Finały |
|  | Półfinały | Półfinały                 | Półfinały                 | Półfinały                 | Półfinały | Półfinały | Półfinały          |   |   | Finały                   | Finały | Finały | Finały | Finały | Finały | Finały |
|  |           |                           |                           |                           |           |           |                    |   |   |                          |        |        |        |        |        |        |
|  |           |                           |                           |                           |           |           |                    |   |   |                          |        |        |        |        |        |        |
|  | 1         | Chênois Genève Volleyball | 2                         | 2                         | 3         | 1         |                    |   |   |                          |        |        |        |        |        |        |
|  | 1         | Chênois Genève Volleyball | 2                         | 2                         | 3         | 1         |                    |   |   |                          |        |        |        |        |        |        |
|  | 4         | Lindaren Volley Amriswil  | 3                         | 3                         | 0         | 3         |                    |   |   |                          |        |        |        |        |        |        |
|  | 4         | Lindaren Volley Amriswil  | 3                         | 3                         | 0         | 3         |                    |   | 4 | Lindaren Volley Amriswil | 3      | 3      | 1      | 0      | 0      |        |
|  |           |                           |                           |                           |           |           |                    |   | 4 | Lindaren Volley Amriswil | 3      | 3      | 1      | 0      | 0      |        |
|  |           |                           | 3                         | Volley Schönenwerd        | 2         | 1         | 3                  | 3 | 3 |                          |        |        |        |        |        |        |
|  | 2         | Volley Näfels             | 3                         | Volley Schönenwerd        | 2         | 1         | 3                  | 3 | 3 | 3                        | 0      | 2      | 0      |        |        |        |
|  | 2         | Volley Näfels             |                           |                           |           |           |                    |   |   |                          |        | 2      | 0      |        |        |        |
|  | 3         | Volley Schönenwerd        | 0                         | 3                         | 3         | 3         |                    |   |   |                          |        |        |        |        |        |        |
|  | 3         | Volley Schönenwerd        | 0                         | 3                         | 3         | 3         | Mecze o 3. miejsce |   |   |                          |        |        |        |        |        |        |
|  |           |                           |                           |                           |           |           |                    |   |   |                          |        |        |        |        |        |        |
|  |           |                           |                           |                           |           |           |                    |   |   |                          |        |        |        |        |        |        |
|  |           |                           |                           |                           |           |           |                    |   |   |                          |        |        |        |        |        |        |
|  | 1         | Chênois Genève Volleyball | Chênois Genève Volleyball | Chênois Genève Volleyball | 1         | 0         |                    |   |   |                          |        |        |        |        |        |        |
|  | 1         | Chênois Genève Volleyball | Chênois Genève Volleyball | Chênois Genève Volleyball | 1         | 0         |                    |   |   |                          |        |        |        |        |        |        |
|  | 2         | Volley Näfels             | Volley Näfels             | Volley Näfels             | 3         | 3         |                    |   |   |                          |        |        |        |        |        |        |
|  | 2         | Volley Näfels             | Volley Näfels             | Volley Näfels             | 3         | 3         |                    |   |   |                          |        |        |        |        |        |        |

### Półfinały
(do trzech zwycięstw)
| Data                          | Godz.                         | Gospodarz                     | Rezultat                                | Gość                         | Widzów                       |
| ----------------------------- | ----------------------------- | ----------------------------- | --------------------------------------- | ---------------------------- | ---------------------------- |
| Chênois Genève Volleyball (1) | Chênois Genève Volleyball (1) | Chênois Genève Volleyball (1) | 1 – 3                                   | (4) Lindaren Volley Amriswil | (4) Lindaren Volley Amriswil |
| 05.03.2023                    | 17:00                         | Chênois Genève Volleyball     | 2:3 (22:25, 19:25, 25:23, 25:17, 10:15) | Lindaren Volley Amriswil     | bd.                          |
| 11.03.2023                    | 17:00                         | Lindaren Volley Amriswil      | 3:2 (25:17, 25:19, 20:25, 22:25, 15:10) | Chênois Genève Volleyball    | 1023                         |
| 15.03.2023                    | 20:00                         | Chênois Genève Volleyball     | 3:0 (25:15, 25:22, 25:21)               | Lindaren Volley Amriswil     | bd.                          |
| 18.03.2023                    | 17:00                         | Lindaren Volley Amriswil      | 3:1 (25:27, 25:20, 25:17, 25:20)        | Chênois Genève Volleyball    | 930                          |
| Volley Näfels (2)             | Volley Näfels (2)             | Volley Näfels (2)             | 1 – 3                                   | (3) Volley Schönenwerd       | (3) Volley Schönenwerd       |
| 05.03.2023                    | 16:00                         | Volley Näfels                 | 3:0 (28:26, 25:19, 25:21)               | Volley Schönenwerd           | 300                          |
| 11.03.2023                    | 17:30                         | Volley Schönenwerd            | 3:0 (25:17, 25:22, 25:18)               | Volley Näfels                | bd.                          |
| 15.03.2023                    | 20:00                         | Volley Näfels                 | 2:3 (25:20, 25:21, 17:25, 21:25, 8:15)  | Volley Schönenwerd           | bd.                          |
| 19.03.2023                    | 16:00                         | Volley Schönenwerd            | 3:0 (25:19, 25:22, 25:22)               | Volley Näfels                | bd.                          |

### Mecze o 3. miejsce
(do dwóch zwycięstw)
| Data                          | Godz.                         | Gospodarz                     | Rezultat                         | Gość                      | Widzów            |
| ----------------------------- | ----------------------------- | ----------------------------- | -------------------------------- | ------------------------- | ----------------- |
| Chênois Genève Volleyball (1) | Chênois Genève Volleyball (1) | Chênois Genève Volleyball (1) | 0 – 2                            | (2) Volley Näfels         | (2) Volley Näfels |
| 01.04.2023                    | 18:00                         | Chênois Genève Volleyball     | 1:3 (22:25, 25:23, 22:25, 24:26) | Volley Näfels             | bd.               |
| 08.04.2023                    | 17:00                         | Volley Näfels                 | 3:0 (25:18, 25:21, 25:21)        | Chênois Genève Volleyball | 400               |

### Finały
(do trzech zwycięstw)
| Data                   | Godz.                  | Gospodarz                | Rezultat                                | Gość                         | Widzów                       |
| ---------------------- | ---------------------- | ------------------------ | --------------------------------------- | ---------------------------- | ---------------------------- |
| Volley Schönenwerd (3) | Volley Schönenwerd (3) | Volley Schönenwerd (3)   | 3 – 2                                   | (4) Lindaren Volley Amriswil | (4) Lindaren Volley Amriswil |
| 05.04.2023             | 19:00                  | Volley Schönenwerd       | 2:3 (22:25, 17:25, 25:23, 25:20, 11:15) | Lindaren Volley Amriswil     | bd.                          |
| 10.04.2023             | 16:00                  | Lindaren Volley Amriswil | 3:1 (25:22, 22:25, 25:16, 25:22)        | Volley Schönenwerd           | 1321                         |
| 16.04.2023             | 16:00                  | Volley Schönenwerd       | 3:1 (29:27, 25:19, 20:25, 29:27)        | Lindaren Volley Amriswil     | bd.                          |
| 21.04.2023             | 19:00                  | Lindaren Volley Amriswil | 0:3 (20:25, 19:25, 17:25)               | Volley Schönenwerd           | 1500                         |
| 23.04.2023             | 16:00                  | Volley Schönenwerd       | 3:0 (25:22, 25:20, 25:23)               | Lindaren Volley Amriswil     | bd.                          |

## Mecze o miejsca 5-7

### Tabela wyników
| Gospodarz \ Gość1       | LAU | LUZ | JON |
| ----------------------- | --- | --- | --- |
| Lausanne UC             | -   | 2:3 | 3:0 |
| Concordia Volley Luzern | 1:3 | -   | 3:0 |
| TSV Jona Volleyball     | 3:2 | 1:3 | -   |

Źródło: Swiss Volley (niem.)
1 Drużyna gospodarzy jest wymieniona po lewej stronie tabeli.
Kolory:
  zwycięstwo gospodarzy 3:0 lub 3:1
  zwycięstwo gospodarzy 3:2
  zwycięstwo gości 3:0 lub 3:1
  zwycięstwo gości 3:2

### Terminarz i wyniki spotkań
| Data       | Godz. | Gospodarz               | Rezultat                                | Gość                    |
| ---------- | ----- | ----------------------- | --------------------------------------- | ----------------------- |
| 04.03.2023 | 18:00 | Lausanne UC             | 2:3 (22:25, 25:27, 25:21, 25:20, 8:15)  | Concordia Volley Luzern |
| 08.03.2023 | 20:00 | Concordia Volley Luzern | 3:0 (25:23, 25:23, 25:19)               | TSV Jona Volleyball     |
| 11.03.2023 | 18:00 | TSV Jona Volleyball     | 3:2 (24:26, 25:19, 27:25, 30:32, 19:17) | Lausanne UC             |
| 16.03.2023 | 19:00 | TSV Jona Volleyball     | 1:3 (19:25, 16:25, 25:16, 18:25)        | Concordia Volley Luzern |
| 18.03.2023 | 18:00 | Lausanne UC             | 3:0 (25:20, 25:15, 25:18)               | TSV Jona Volleyball     |
| 22.03.2023 | 20:00 | Concordia Volley Luzern | 1:3 (21:25, 21:25, 25:19, 21:25)        | Lausanne UC             |

### Tabela
| Lp. | Drużyna                 | Pkt | Mecze | Mecze | Mecze | Rodzaj wyniku | Rodzaj wyniku | Rodzaj wyniku | Rodzaj wyniku | Rodzaj wyniku | Rodzaj wyniku | Sety | Sety | Sety  | Małe punkty | Małe punkty | Małe punkty |
| Lp. | Drużyna                 | Pkt | M     | W     | P     | 3:0           | 3:1           | 3:2           | 2:3           | 1:3           | 0:3           | wyg. | prz. | stos. | zdob.       | str.        | stos.       |
| --- | ----------------------- | --- | ----- | ----- | ----- | ------------- | ------------- | ------------- | ------------- | ------------- | ------------- | ---- | ---- | ----- | ----------- | ----------- | ----------- |
| 1   | Concordia Volley Luzern | 8   | 4     | 3     | 1     | 1             | 1             | 1             | 0             | 1             | 0             | 10   | 6    | 1.67  | 362         | 342         | 1.06        |
| 2   | Lausanne UC             | 8   | 4     | 2     | 2     | 1             | 1             | 0             | 2             | 0             | 0             | 10   | 7    | 1.43  | 393         | 374         | 1.05        |
| 3   | TSV Jona Volleyball     | 2   | 4     | 1     | 3     | 0             | 0             | 1             | 0             | 1             | 2             | 4    | 11   | 0.36  | 321         | 360         | 0.89        |

Źródło: Swiss Volley (niem.)
Punktacja: 3:0 i 3:1 – 3 pkt; 3:2 – 2 pkt; 2:3 – 1 pkt; 1:3 i 0:3 – 0 pkt
Zasady ustalania kolejności: 1. liczba punktów; 2. liczba zwycięstw; 3. stosunek setów; 4. stosunek małych punktów; 5. bilans w bezpośrednich meczach

## Klasyfikacja końcowa
| Poz. | Drużyna                   |
| ---- | ------------------------- |
| 1.   | Volley Schönenwerd        |
| 2.   | Lindaren Volley Amriswil  |
| 3.   | Volley Näfels             |
| 4.   | Chênois Genève Volleyball |
| 5.   | Concordia Volley Luzern   |
| 6.   | Lausanne UC               |
| 7.   | TSV Jona Volleyball       |